# Avro 707
Avro 707 – brytyjski, eksperymentalny bombowiec, służący do zbadania konstrukcji samolotu bezogonowego ze skrzydłami w układzie delta, zastosowanej następnie podczas budowy bombowca Avro 698 znanego lepiej pod nazwą Avro Vulcan.

## Historia
W 1948 roku brytyjskie Ministerstwo Lotnictwa wydało specyfikację (Specification E.15/48.) opisującą wymagania techniczne na nowy średni bombowiec z napędem odrzutowym o dużym zasięgu i udźwigu. Wykonania zadania podjęła się firma Avro. Konstruktorzy firmy doszli do wniosku, że najlepszym rozwiązaniem, które spełni zakładane wymagania będzie konstrukcja bezogonowa ze skrzydłami typu delta. W owym czasie parametry i zachowanie się tego typu skrzydeł przy lotach z dużymi prędkościami były znane i przebadane w tunelach aerodynamicznych, niewiadomą stanowiło zachowanie się samolotów w układzie delta przy lotach z niewielkimi prędkościami. Aby zbadać zachowanie się samolotu w tym zakresie prędkości postanowiono zbudować w pełni sprawny i latający model przyszłego samolotu o wielkości 1/3 przyszłego bombowca. Prototyp nowej maszyny Avro 707 oznaczony jako VX784 wzniósł się po raz pierwszy w powietrze w bazie w Boscombe Down 4 września 1949 roku. Niestety już niecały miesiąc później 30 września maszyna uległa wypadkowi i całkowitemu zniszczeniu. Następny samolot Avro 707B o znakach rejestracyjnych VX790 w swój pierwszy lot poleciał 6 września 1950 roku. Samolot był używany do badań zachowania się maszyny przy lotach o niewielkiej prędkości. Aby zbadać charakterystykę samolotu podczas lotów z dużymi prędkościami zbudowano dwa prototypy oznaczone jako Avro 707A ze znakami rejestracyjnymi WD280 i WZ736, pierwszy z nich wzniósł się w powietrze w czerwcu 1951 roku a drugi 20 lutego 1953 roku. Ostatnim wybudowanym egzemplarzem była wersja Avro 707C ze znakami WZ744, z miejscami dla dwóch pilotów, siedzących obok siebie. Samolot ten służył do treningów przyszłych załóg Vulcanów a pierwszy lot wykonał 1 lipca 1953 roku. Do naszych czasów zachowały się trzy egzemplarze Avro 707. Jeden Avro 707A WD280 prezentowany jest w Royal Australian Air Force Museum w Point Cook w Australii a drugi 707A WZ736 w Museum of Science and Industry w Manchesterze. Avro 707C WZ744 wystawiany jest w Royal Air Force Museum w Cosford w hrabstwie Warwickshire.

## Konstrukcja
Samolot był całkowicie metalowym, wolnonośnym, średniopłatem napędzanym pojedynczym silnikiem turboodrzutowym Rolls-Royce Derwent. Skrzydło typu delta o skosie krawędzi natarcia 50° i prostej krawędzi spływu, na której umieszczono lotki i stery wysokości. Usterzenie pionowe skośne z brzechwą grzbietową. Pod sterem kierunku umieszczony był pojemnik na spadochron hamujący i przeciwkorkociągowy. Podwozie trójzespołowe, chowane, przednie do wnęki w kadłubie a główne do wnęk w skrzydłach. W wersjach 707 i 707B wloty powietrza do silników umieszczone były nad skrzydłem po obu stronach kadłuba, w wersji 707A i C umieszczono je u nasady skrzydeł przy kadłubie.